# Yassin Fortuné
Yassin Fortuné (Aubervilliers, 1999. január 30. –) francia korosztályos válogatott labdarúgó, a svájci Sion csatárja.

## Pályafutása

### Klubcsapatokban
Fortuné a franciaországi Aubervilliers városában született. Az ifjúsági pályafutását a Stains, a Red Star és a Lens csapatában kezdte, majd az angol Arsenal akadémiájánál folytatta.
2018-ban mutatkozott be a svájci Sion első osztályban szereplő felnőtt keretében. Először a 2018. szeptember 22-ei, Thun ellen 4–1-re elvesztett mérkőzés 59. percében, Bastien Toma cseréjeként lépett pályára. Első gólját 2018. szeptember 30-án, a Luzern ellen idegenben 3–1-es győzelemmel zárult találkozón szerezte meg. 2021 és 2022 között a francia Angers és a Cholet csapatát erősítette kölcsönben.

### A válogatottban
Fortuné az U16-os, az U17-es, az U18-as és az U20-as korosztályos válogatottakban is képviselte Franciaországot.

## Statisztika
2023. április 30. szerint.
| Klub     | Szezon   | Bajnokság          | Bajnokság | Bajnokság | Kupa  | Kupa  | Nemzetközi | Nemzetközi | Összesen | Összesen |
| Klub     | Szezon   | Bajnokság          | Mérk.     | Gólok     | Mérk. | Gólok | Mérk.      | Gólok      | Mérk.    | Gólok    |
| -------- | -------- | ------------------ | --------- | --------- | ----- | ----- | ---------- | ---------- | -------- | -------- |
| Sion     | 2018–19  | Swiss Super League | 23        | 2         | 2     | 0     | —          | —          | 25       | 2        |
| Sion     | 2019–20  | Swiss Super League | 11        | 0         | 1     | 0     | —          | —          | 12       | 0        |
| Sion     | 2022–23  | Swiss Super League | 3         | 1         | 0     | 0     | —          | —          | 3        | 1        |
| Összesen | Összesen | Összesen           | 37        | 3         | 3     | 0     | 0          | 0          | 40       | 3        |